# Eurytoma irakensis
Eurytoma irakensis is een vliesvleugelig insect uit de familie Eurytomidae. De wetenschappelijke naam is voor het eerst geldig gepubliceerd in 1990 door Abdul-Rassoul.